# Handball Balingen-Weilstetten
HBW Balingen-Weilstetten é uma equipa de handebol  de Balingen, Alemanha. Atualmente, eles competem no Campeonato Alemão de Handebol.

## Elenco 2013/2014
Lista atualizada em 2013.
| Nr. | Nacionalidade | Nome                 |
| --- | ------------- | -------------------- |
| 12  | Alemanha      | Karim Ketelaer       |
| 16  | Alemanha      | Matthias Puhle       |
| 29  | Alemanha      | Nikolas Katsigiannis |
| 2   | Alemanha      | Fabian Böhm          |
| 3   | Alemanha      | Felix König          |
| 4   | Alemanha      | Christoph Foth       |
| 8   | Sérvia        | Dragan Tubić         |
| 9   | Alemanha      | Frank Ettwein        |
| 10  | Áustria       | Roland Schlinger     |
| 11  | Alemanha      | Wolfgang Strobel     |
| 13  | Alemanha      | Christoph Theuerkauf |
| 14  | Alemanha      | Daniel Wessig        |
| 15  | Alemanha      | Martin Strobel       |
| 17  | Alemanha      | Kai Häfner           |
| 18  | Alemanha      | Michael Kintrup      |
| 19  | Alemanha      | Patrick Weber        |
| 21  | Alemanha      | Florian Billek       |
| 24  | Suíça         | Manuel Liniger       |